# Thoracaphis kashifoliae
Thoracaphis kashifoliae är en insektsart. Thoracaphis kashifoliae ingår i släktet Thoracaphis och familjen långrörsbladlöss. Inga underarter finns listade i Catalogue of Life.